# Pacołtowo (przystanek kolejowy)
Pacołtowo – zlikwidowany przystanek osobowy w Pacółtowie na linii kolejowej Nowe Miasto Lubawskie – Zajączkowo Lubawskie, w powiecie nowomiejskim, w województwie warmińsko-mazurskim.